# محطة برج خليفة (مترو دبي)
محطة برج خليفة / دبي مول (بالإنجليزية: Burj Khalifa/Dubai Mall)‏ هي محطة عبور سريع تقع على الخط الأحمر لـمترو دبي. وهي واحدة من أكثر المحطات ازدحامًا، حيث استقبلت أكثر من 3.180 مليون مسافر في عام 2011.

## التاريخ
تعتبر هذه المحطة هي الأولى التي يتم افتتاحها بعد التشغيل الأولي لنظام المترو، بدأت محطة برج خليفة / دبي مول العمل في 4 يناير 2010. وفي 26 ديسمبر 2012 افتُتح ممشى جديد يربط المحطة مباشرة بدبي مول، مما ألغى الحاجة إلى رحلة بالحافلة للوصول إلى المركز التجاري.
وحتى مع افتتاح الممر، فإن موقع المحطة ليس مناسبًا بشكل خاص للزوار الذين يرغبون في الصعود إلى برج خليفة، حيث أن مسافة السير على طول الممشى وعبور المركز التجاري إلى برج خليفة تزيد عن ميل.

## الموقع
تقع محطة برج خليفة / دبي مول مباشرة على الجانب الجنوبي من التقاطع بين شارع الشيخ زايد وشارع المركز المالي وشارع الصفا. يقع على شرق المحطة وسط مدينة دبي الذي يضم برج خليفة (أطول مبنى في العالم) ودبي مول الذي سميت المحطة باسمه. تعتبر هذه المحطة الأقرب لعدد من مناطق الجذب السياحية بما في ذلك نافورة دبي وفندق العنوان داون تاون .

## تصميم المحطة
مثل العديد من المحطات على الخط الأحمر، تقع محطة برج خليفة / دبي مول على جسر موازٍ للجانب الشرقي من شارع الشيخ زايد. يتم تصنيفها على أنها محطة مرتفعة من النوع 2، مما يشير إلى أن لها منصتين جانبيتين بمسارين وتستخدم رصيفا مرتفعًا يقود إلى الشارع.
| المنصة           | الخط                 | الإتجاه                                                                          |
| ---------------- | -------------------- | -------------------------------------------------------------------------------- |
| الراشدية         | ■ الخط الأحمر (علوي) | محطة برجمان ، محطة الإتحاد ، محطة الراشدية                                       |
| الإمارات للصرافة | ■ الخط الأحمر (سفلي) | محطة مول الإمارات ، محطة دبي مارينا ، محطة مركز الإمارات العربية المتحدة للصرافة |